# Edwin Burnley Powell
Edwin Burnley Powell (Brookhaven, Mississippi, 23 de setembro de 1880 – 1963) foi um engenheiro mecânico estadunidense. Recebeu a Medalha ASME de 1954 por seu trabalho durante anos como engenheiro consultor.

## Publicações selecionadas
- Powell, Edwin Burnley Boiler-furnace refractories, New York, American society of mechanical engineers, 1925.

Artigos
- E. B. Powell. "Requirements in the Design of Steam Power Stations for Hydraulic Relay," Mech. Eng., vol.43, no. 10, Oct. 1921, pp. 650, 652 and 674
- Powell, E. B. "Design of the Steam-Power Station for Hydraulic Relay." Power. Vol. 53, 12, pp. 482–5